# Oberhaus (Ungarn)

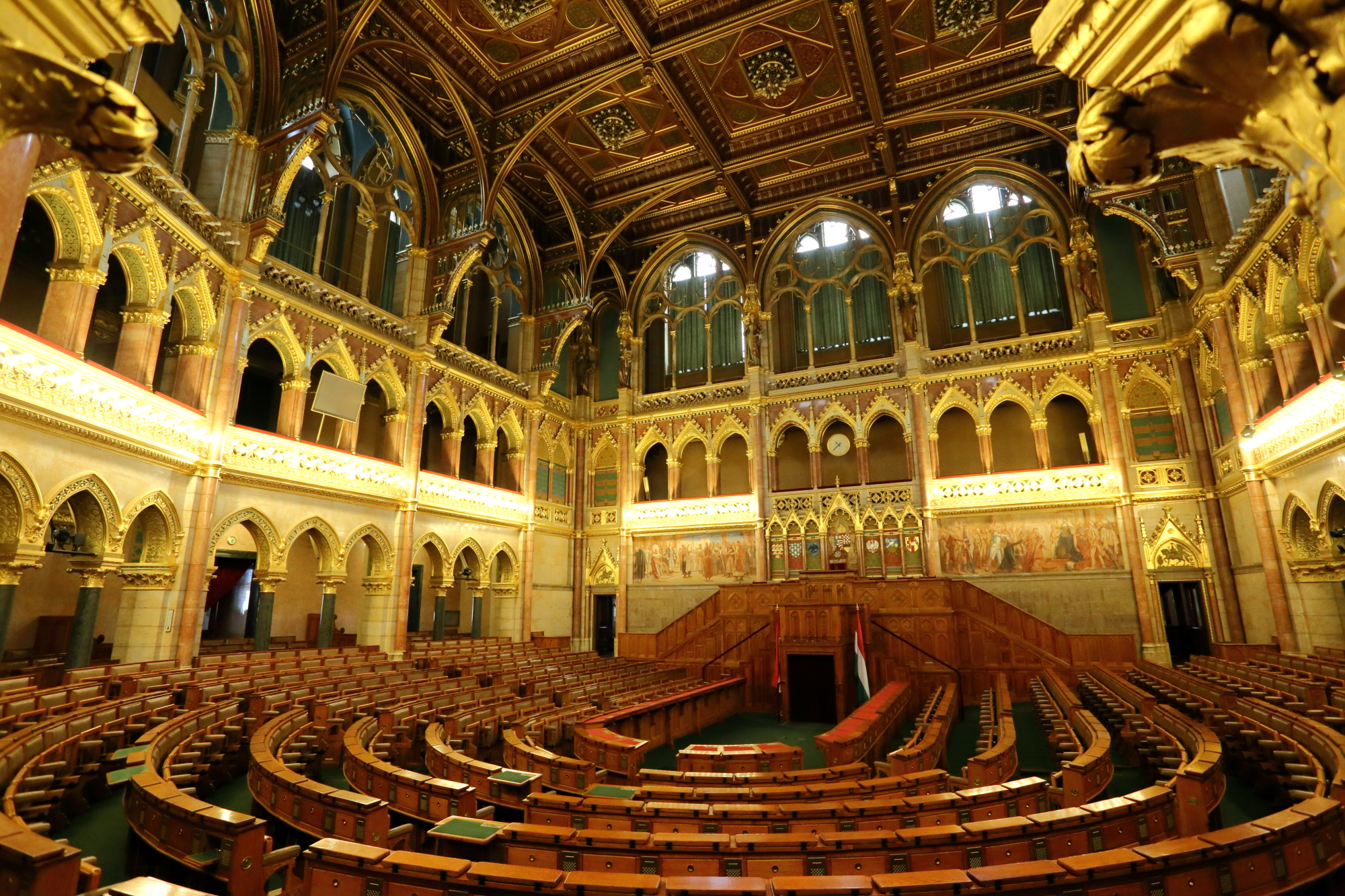
Sitzungssaal des Oberhauses im Parlamentsgebäude.

Das Oberhaus, ungarisch Felsőház, war von 1927 bis 1945 die erste Kammer des Parlaments im Königreich Ungarn und wurde größtenteils nach Vorbild des bis 1918 bestehenden Magnatenhauses gebildet.

## Geschichte
Nachdem sich das Magnatenhaus des Königreichs Ungarn kurz vor Zerfall der Donaumonarchie am 16. November 1918 selbst auflöste, existierte in Ungarn bis 1927 nur ein provisorisches Parlament, die Nationalversammlung (nemzetgyűlés) im Einkammersystem. Ziel war es unter Ministerpräsident István Bethlen erneut zu einem Zweikammersystem zurückzukehren, dabei dieses jedoch zu demokratisieren und die Macht der Magnaten etwas zu begrenzen. Die nun Oberhaus genannte Kammer sah daher nur 38 erbliche Adelige vor, im Gegensatz zum Magnatenhaus, das sich aus 273 zusammensetzte.

## Zusammensetzung
Das Oberhaus hatte bei seiner ersten Sitzung am 244 Mitglieder. Bis 1942 stieg diese Zahl auf 368, einerseits aufgrund der Gebietsgewinne Ungarns in der Zwischenkriegszeit, andererseits weil der Reichsverweser weitere Personen zu Mitgliedern ernannte. Es gab folgende Gruppen:
- I. Mitglieder des Hauses Habsburg-Lothringen, die mindestens 24-jährig waren und ihren Wohnsitz in Ungarn hatten:
  - Erzherzog Friedrich († 1936), Erzherzog Albrecht, Erzherzog Joseph und Erzherzog Josef Franz
- II. 14 Mitglieder von Amts wegen und 32 Geistliche: 
  - die zwei Kronwächter (koronaőr), die Präsidenten und Vizepräsidenten der Kurie (Oberstes Gericht) und des Verwaltungsgerichts, der Präsident des Budapester Tafelgerichts, der Kronanwalt (koronaügyész), der Oberbefehlshaber der Armee und der Präsident der Nationalbank
  - der Fürstprimas von Ungarn, die Erzbischöfe von Kalocsa und Eger, die Bischöfe von Csanád, Győr, Hajdúdorog, Pécs, Székesfehérvár, Szombathely, Vác und Veszprém, der Erzabt von Pannonhalma, der Abt von Zirc und weitere Geistliche der Reformierten Kirche, der Augsburger Konfession, der Unitarischen Kirche, der Serbisch-Orthodoxen Kirche und der jüdischen Gemeinden in Ungarn
- III. 38 erbliche Mitglieder aus Adelsfamilien, die jährlich mindestens 2000 Pengő Grund- oder Haussteuer zahlten[3]
  - Fürstenhäuser: Auersperg, Batthyány-Strattmann, Czartoryski, Esterházy, Khevenhüller-Metsch, Kinsky, Lamberg, Lichtenstein, Lobkowitz, Metternich, Odescalchi, Pálffy, Sachsen-Coburg-Gotha, Thurn und Taxis, Schwarzenberg, Trauttmansdorff, Windisch-Graetz
  - Grafenhäuser (Auswahl): Althann, Almásy, Andrássy, Apponyi, Auersperg, Batthyány, Bánffy, Berchtold, Bethlen, Erdődy, Hunyady, Kinsky, Nádasdy, Pallavicini, Starhemberg, Széchényi, Wenckheim, Zichy
- IV. 76 gewählte Mitglieder der Behörden der Komitate und Munizipalstädte (törvényhatósági jogú város)
- V. 40 Delegierte der Industrie- und Handelskammern, der Hochschulen und der Akademie der Wissenschaften
- VI. 40 (später 87) von Reichsverweser Miklós Horthy ernannte Mitglieder, die mindestens 35-jährig waren

Die Amtszeit der Mitglieder war bei Angehörigen der Gruppen I und VI. auf Lebensdauer, der Gruppe II auf Amtszeit und der Übrigen auf 10 Jahre beschränkt.

## Präsidenten
- Baron Gyula Wlassics, 31. Januar 1927 – 8. März 1935
- Graf Bertalan Széchényi, 1. Mai 1935 –  3. Juni 1943 (†)
- Baron Zsigmond Perényi, 23. Oktober 1943 – 3. November 1944
- Vitéz Jenő Rátz, 8. November 1944 – 28. März 1945